# Xiyeon
Park Si Yeon (en coreano: 박시연; Suwon, 14 de noviembre de 2000), conocida profesionalmente como Xiyeon, es una cantante, actriz y modelo surcoreana, conocida por haber sido miembro del grupo femenino surcoreano Pristin.

## Carrera
Como niña participó en varios anuncios publicitarios para diferentes empresas y productos, en particular, un vídeo de seguridad de Korean Air. También tuvo pequeños papeles en un par de dramas y las películas, Father and Son: The Story of Mencius (2004) y The Cut (2007). Audicionó para Pledis Entertainment y entrenó por nueve años con la compañía. Como una de sus alumnas, participó en los vídeos musicales de sus compañeros de sello como After School y Orange Caramel.
El 22 de abril de 2017 se convirtió en la anfitriona de Show!Music Core junto a Cha Eun-woo de Astro. En agosto de 2017, Pristin lanzó su segundo extended play Schxxl out con dos canciones co-compuesta por Xiyeon y tres con letras coescritas por ella.
El 24 de mayo de 2019 el grupo al que pertenecía, Pristin, se disolvió.

## Discografía
| Título | Año  | Posiciones en las listas | Ventas   | Álbum                 |
| Título | Año  | KOR                      | Ventas   | Álbum                 |
| --- | ---- | ------------------------ | -------- | --------------------- |
| "Love Letter" (con Son Dam-bi & After School junto a Ara, Kim Hyelim (Lime) de Hello Venus, Minhyun Y Baekho de NU EST) | 2011 | 4                        | 276,337+ | Happy Pledis 2º Álbum |

## Filmografía

### Cine
| Año  | Título                               | Papel          |
| ---- | ------------------------------------ | -------------- |
| 2004 | Father and Son: The Story of Mencius | niña           |
| 2007 | El Corte                             | Young Seon-hwa |

### Series y programas de televisión
| Año       | Título                          | Papel                        |
| --------- | ------------------------------- | ---------------------------- |
| 2010      | Gumiho: Tale of the Fox's Child | Cameo                        |
| 2010      | Creating Destiny                | Young Sang-eun               |
| 2016      | Producir 101                    | Concursante                  |
| 2017-2018 | Show!Music Core                 | presentadora con Cha Eun-woo |
| 2020      | TRAP                            | Kang Eun Ji                  |
| 2021      | Dark Hole                       | Estudiante de preparatoria   |